# Microchilus
Microchilus – rodzaj roślin z rodziny storczykowatych (Orchidaceae). Obejmuje 163 gatunki występujące w Ameryce Południowej i Środkowej w takich krajach jak: Argentyna, Belize, Boliwia, Brazylia, Kolumbia, Kostaryka, Kuba, Dominikana, Ekwador, Salwador, Gujana Francuska, Wyspy Galapagos, Gwatemala, Gujana, Haiti, Honduras, Jamajka, Meksyk, Panama, Paragwaj, Peru, Portoryko, Surinam, Trynidad i Tobago, Wenezuela, Leeward Islands, Windward Islands.

## Systematyka
Rodzaj sklasyfikowany do podplemienia Goodyerinae w plemieniu Cranichideae, podrodzina storczykowe (Orchidoideae), rodzina storczykowate (Orchidaceae), rząd szparagowce (Asparagales) w obrębie roślin jednoliściennych.
Wykaz gatunków
- Microchilus aguindae Ormerod
- Microchilus alzatei Ormerod
- Microchilus anchorifer (Schltr.) Ormerod
- Microchilus anderssonii Ormerod
- Microchilus andrei Ormerod
- Microchilus antioquiensis Szlach. & Kolan.
- Microchilus arevaloi Szlach. & Kolan.
- Microchilus arietinus (Rchb.f. & Warm.) Ormerod
- Microchilus aspidogynoides Ormerod
- Microchilus astilleroensis Ormerod
- Microchilus atalayae Ormerod
- Microchilus austrobrasiliensis (Porsch) Ormerod
- Microchilus bangii Ormerod
- Microchilus bimentatus (Dressler) Ormerod
- Microchilus borjaquijosae Ormerod
- Microchilus boyacanus Ormerod
- Microchilus brachyplectron (Pabst) Ormerod
- Microchilus bravocollinus Ormerod
- Microchilus brunnescens Ormerod
- Microchilus buchtienii (Schltr.) Ormerod
- Microchilus callejasii Ormerod
- Microchilus callophylloides (Garay) Ormerod
- Microchilus calophyllus (Rchb.f.) Ormerod
- Microchilus campanensis Ormerod
- Microchilus campanulatus Ormerod
- Microchilus canaliculatus Ormerod
- Microchilus canarensis (Ormerod) Szlach. & Kolan.
- Microchilus capitatus Ormerod
- Microchilus caramantae Ormerod
- Microchilus carbonerae Ormerod
- Microchilus carchiensis Ormerod
- Microchilus carinatus Ormerod
- Microchilus carlos-parrae Szlach. & Kolan.
- Microchilus caucanus (Schltr.) Ormerod
- Microchilus ceratostele Ormerod
- Microchilus chicalensis Ormerod
- Microchilus chingualensis Ormerod
- Microchilus constrictus Ormerod
- Microchilus crassibasis Ormerod
- Microchilus croatii Ormerod
- Microchilus cundinamarcae Ormerod
- Microchilus curviflorus Ormerod
- Microchilus cuscoensis Kolan. & Szlach.
- Microchilus dolichostachys (Schltr.) Ormerod
- Microchilus dryanderae Ormerod
- Microchilus ecuadorensis (Garay) Ormerod
- Microchilus ensicalcar Ormerod
- Microchilus epiphyticus (Dressler) Ormerod
- Microchilus erythrodoides (Schltr.) Ormerod
- Microchilus familiaris Ormerod
- Microchilus federalensis (Ormerod) Meneguzzo
- Microchilus fendleri Ormerod
- Microchilus forceps (Ormerod) Ormerod
- Microchilus fosbergii Ormerod
- Microchilus fosteri Ormerod
- Microchilus frontinoensis Ormerod
- Microchilus fuscatus Ormerod
- Microchilus gentryi Ormerod
- Microchilus giraldo-gensinii Ormerod
- Microchilus glacensis (Dod) Ormerod
- Microchilus globosicalcar Szlach. & Kolan.
- Microchilus globosus Ormerod
- Microchilus guianensis Ormerod
- Microchilus haughtii Ormerod
- Microchilus hetaerioides (Schltr.) Ormerod
- Microchilus hirtellus (Sw.) D.Dietr.
- Microchilus huangobioensis Ormerod
- Microchilus hughjonesii Ormerod
- Microchilus ibaguensis Ormerod
- Microchilus integer Ormerod
- Microchilus kuduyariensis Ormerod
- Microchilus laegaardii Ormerod
- Microchilus lamprophyllus (Linden & Rchb.f.) Ormerod
- Microchilus laticalcar (Dod) Ormerod
- Microchilus lechleri Ormerod
- Microchilus leucostictus Rchb.f. ex Szlach. & Kolan.
- Microchilus libanoensis Ormerod
- Microchilus longiflorus Ormerod
- Microchilus lunifer (Schltr.) Ormerod
- Microchilus luteynii Szlach. & Kolan.
- Microchilus maasii Ormerod
- Microchilus machalillae Ormerod
- Microchilus madrinanii Ormerod
- Microchilus major C.Presl
- Microchilus marulandae Ormerod
- Microchilus mazarunensis Szlach., S.Nowak & Baranow
- Microchilus meridanus Ormerod
- Microchilus mexicanus (Ames) Ormerod
- Microchilus micayvallis Ormerod
- Microchilus microcalcar Ormerod
- Microchilus microcaprinus Ormerod
- Microchilus minor C.Presl
- Microchilus montanus Szlach. & Kolan.
- Microchilus moritzii Ormerod
- Microchilus mutisii Szlach. & Kolan.
- Microchilus nigrescens (Schltr.) Ormerod
- Microchilus nugax Ormerod
- Microchilus ormerodianus Kolan.
- Microchilus oroensis (Dodson) Ormerod
- Microchilus ortgiesii (Rchb.f.) Ormerod
- Microchilus ovalis Ormerod
- Microchilus ovatus (Lindl.) D.Dietr.
- Microchilus pacaizapae Ormerod
- Microchilus paleaceus (Schltr.) Ormerod
- Microchilus palmazuensis Ormerod
- Microchilus panamanicus Ormerod
- Microchilus paraisoensis Ormerod
- Microchilus parvilabrum Ormerod
- Microchilus pauciflorus (Poepp. & Endl.) D.Dietr.
- Microchilus pedrojuanensis Ormerod
- Microchilus perijanus Ormerod
- Microchilus pilosus Szlach. & Kolan.
- Microchilus pimentelii Ormerod
- Microchilus plantagineus (L.) D.Dietr.
- Microchilus platanilloensis Ormerod
- Microchilus platysepalus Ormerod
- Microchilus plowmanii Ormerod
- Microchilus preslii Ormerod
- Microchilus procerus (Schltr.) Ormerod
- Microchilus pseudobrunnescens Ormerod
- Microchilus pseudocaucanus Ormerod
- Microchilus pseudominor Ormerod
- Microchilus putumayoensis Ormerod
- Microchilus puyoensis Ormerod
- Microchilus quadratus (Garay) Ormerod
- Microchilus queremalensis Ormerod
- Microchilus quetamensis Ormerod
- Microchilus rioesmeraldae Ormerod
- Microchilus rioitayanus Ormerod
- Microchilus riopalenquensis Ormerod
- Microchilus ruizteranii Ormerod
- Microchilus sanpabloensis Ormerod
- Microchilus sarmientoi Szlach. & Kolan.
- Microchilus schneideri Ormerod
- Microchilus schultesianus (Garay) Ormerod
- Microchilus scrotiformis (C.Schweinf.) Ormerod
- Microchilus sparreorum (Garay) Ormerod
- Microchilus sprucei (Garay) Ormerod
- Microchilus steyermarkii Szlach. & Kolan.
- Microchilus subquadratus Ormerod
- Microchilus tequendamae Ormerod
- Microchilus tessellatus Ormerod
- Microchilus topoensis Ormerod
- Microchilus trianae Ormerod
- Microchilus tridax (Rchb.f.) Ormerod
- Microchilus trifasciatus Ormerod
- Microchilus tunquianus Ormerod
- Microchilus uribei Szlach. & Kolan.
- Microchilus valdivianus Ormerod
- Microchilus vallecaucanus Szlach. & Kolan.
- Microchilus valverdei Ormerod
- Microchilus venezuelanus (Garay & Dunst.) Ormerod
- Microchilus ventosus Ormerod
- Microchilus vesicifer (Rchb.f.) Ormerod
- Microchilus vilnerae Ormerod
- Microchilus viridissimus Ormerod
- Microchilus weberianus (Garay) Ormerod
- Microchilus whitefoordiae Ormerod
- Microchilus xeranthum Ormerod
- Microchilus xystophyllus (Rchb.f.) Ormerod
- Microchilus yungasensis M.C.Pace
- Microchilus zeuxinoides (Schltr.) Ormerod
- Microchilus zingarae Ormerod